# 小元宝岛
小元宝岛是钓鱼岛及其附属岛屿中的一个小岛，位于北屿西南，坐标为25°46.8′N 123°32.6′E。2012年3月3日，中华人民共和国国家海洋局、民政部公布其标准名称。
小元宝岛是北屿5个大小岛礁之一，在北屿主岛与元宝岛之间。该岛距离北屿主岛和北屿仔岛较近，与元宝岛隔元宝门相望。